# Hospital Bom Pastor

O Hospital Bom Pastor é um hospital geral de médio porte e filantrópico localizado na cidade de Igrejinha, no estado do Rio Grande do Sul. É mantido pela Associação Beneficente de Igrejinha. Este hospital possui 57 leitos de internação através do S.U.S., convênios e particulares, centro cirúrgico, centro obstétrico e ambulatório. Foi considerado um dos melhores hospitais do estado do Rio Grande do Sul em 2004.